# Королівський музей Онтаріо

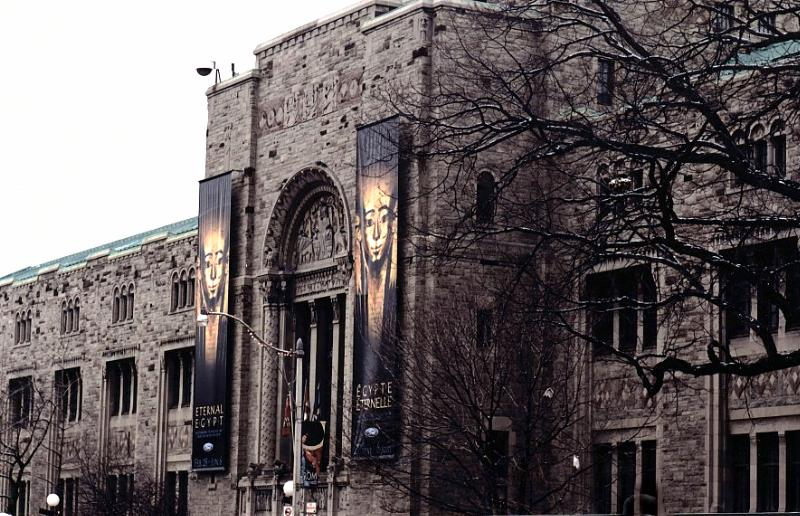
Східний фасад будівлі Королівського музею Онтаріо (побудовано в 1933 році)

Королівський музей Онтаріо (англ. Royal Ontario Museum), відомий також під абревіатурою ROM, розташований у місті Торонто, провінція Онтаріо, Канада. Це найбільший канадський культурний і природно-історичний музей, а також 5-й за величиною музей Північної Америки.
Колекція музею включає понад 6 млн предметів і понад 40 галерей. Музей відомий своїми колекціями динозаврів, мистецтва Близького Сходу, Африки і Східної Азії, європейської і канадської історії. У музеї також часто організовуються виставки. 
Музей розміщений на розі Блур-Стріт і Авеню-Роуд, на північ від Парку Королеви (Квінс-парк) і на схід від Доріжки Філософа (англ. Philosopher's Walk) у Торонтському університеті.
Музей було засновано в 1857 р. як Музей природної історії та витончених мистецтв при Торонтській нормальній школі. У 1912 р. урядом провінції Онтаріо було прийнято Постанову про королівський музей Онтаріо. До 1968 р. музеєм керував Торонтський університет, потім він став самостійною установою, проте до теперішнього часу підтримує тісні зв'язки з університетом, нерідко звертається за допомогою до його експертів або надає свої ресурси для досліджень.

## Ресурси Інтернету
- Вікісховище має мультимедійні дані за темою: Королівський музей Онтаріо
- Royal Ontario Museum
- ROM Crystal Webcam
- Emporis Listing [Архівовано 30 вересня 2007 у Wayback Machine.]

| Музей | Це незавершена стаття про музей. Ви можете допомогти проєкту, виправивши або дописавши її. |